# Marshall (Saskatchewan)
Pour les articles homonymes, voir Marshall.
Marshall est une ville de la Saskatchewan au Canada.

## Géographie
La localité de Marshall est située dans l'ouest de la province de Saskatchewan, à 19 km de la ville de Lloydminster.

## Démographie
| 2011 | 2016 | 2021 |
| ---- | ---- | ---- |
| 533  | 591  | 522  |